# Bostrychogyna
Bostrychogyna is een geslacht van vlinders van de familie tandvlinders (Notodontidae), uit de onderfamilie Notodontinae.

## Soorten
- B. argenteopicta Kiriakoff, 1960
- B. bella (Bethune-Baker, 1913)
- B. oneida Kiriakoff, 1964